# Open English
Open English é uma plataforma de aprendizado de inglês online, atendendo principalmente alunos do Brasil, América Latina e hispânicos americanos nos Estados Unidos. Nos últimos anos, a empresa também expandiu sua atuação para a Europa, Oriente Médio e Ásia. Atualmente, a plataforma opera em mais de 30 países ao redor do mundo. Desde a sua criação, já inscreveu mais de 2 milhões de estudantes em seus cursos.

## História
A Open English foi fundada em 2006 em Caracas, Venezuela, por Andrés Moreno, Nicolette Rankin e Wilmer Sarmiento.
Ao reconhecerem as limitações do ensino de inglês convencional e o potencial do aprendizado online, os fundadores decidiram expandir o negócio, garantindo financiamento de capital de risco e lançando campanhas de marketing de sucesso. Mais tarde, em 2009, a Open English mudou sua sede para Miami, Flórida, e desde então, expandiu-se pela América Latina, mercado hispânico dos EUA, Europa, Oriente Médio e Ásia. A pandemia da COVID-19 marcou um aumento significativo na demanda por aprendizado online.

### Financeiro e crescimento
A Open English inscreveu mais de 150.000 novos estudantes somente no primeiro semestre de 2021, trazendo o total de alunos para mais de 2 milhões. A empresa também garantiu parcerias corporativas com mais de 2.000 clientes empresariais e tem uma rede global de mais de 2.000 professores nativos de inglês.
A Open English tem sede em Miami, com escritórios adicionais na Cidade do México, Bogotá, Buenos Aires, Istambul, Bangalore e São Paulo.

### Aquisições
As aquisições notáveis incluem:
- Next University (Estados Unidos, adquirida em janeiro de 2015): Especializada em cursos de desenvolvimento de habilidades digitais[12][13]
- English Ninjas (Turquia, adquirida em dezembro de 2021): Essa aquisição ajudou a Open English a estabelecer uma presença na Turquia[14]
- Enguru (Índia, adquirida em setembro de 2022): uma plataforma de aprendizado de idiomas móvel[15]

## Serviços e produtos
A plataforma oferece aulas de inglês online e ao vivo com professores nativos, disponíveis 24 horas por dia, 7 dias por semana. Sua tecnologia facilita experiências de aprendizado personalizadas. A Open English diversificou seu portfólio para incluir a Open English Junior para alunos mais jovens e a Open English Business para treinamento de idiomas corporativo. Em 2015, a empresa expandiu seu escopo educacional ao adquirir a Next University, oferecendo cursos de desenvolvimento de habilidades digitais. Mais recentemente, a Open English lançou a Open Mundo, fornecendo aulas ao vivo de espanhol.

## Impacto social e iniciativas
A Open English engajou-se em várias iniciativas de impacto social. Notavelmente, a empresa fez parceria com o jogador de futebol brasileiro Richarlison para doar US$ 400.000 em cursos de inglês para jovens carentes no Brasil. Além disso, a Open English doou mais de US$ 170.000 em bolsas de estudo para a associação AlumnUSB, apoiando estudantes na Venezuela.

## Cobertura da mídia e reconhecimento
A Open English foi destaque em várias publicações nos EUA, Brasil e América Latina, incluindo TechCrunch, o jornal colombiano Diario La República, The Miami Herald, O Globo e Meio e Mensagem. Além de entrevistas com o CEO Andrés Moreno em MasTV, El País, CNN, BBC, entre outros. A empresa também recebeu vários prêmios, como o Education Software Review de 2011, o David Riley Award for Innovation in Business English de 2011 e o International E-Learning Award: Academic Division.

## Planos futuros
A empresa também apresentou uma oferta pública inicial (IPO) confidencial nos Estados Unidos. As aquisições recentes, incluindo a de English Ninjas, marcam um movimento estratégico para ampliar ainda mais seu alcance de mercado para a Europa, Oriente Médio e Ásia, onde planeja entrar no mercado vietnamita com seus cursos de inglês para empresas.